# Trofeo Bonfiglio
O Trofeo Bonfiglio ("Troféu Bonfiglio"), também conhecido como Campionati Internazionali d'Italia Juniores ("Campeonato Internacional Júnior da Itália"), é um torneio de tênis júnior de prestígio realizado em quadras de saibro vermelho ao ar livre em Milão, Itália. É um dos cinco torneios de Grau-A, o equivalente júnior dos eventos ATP Masters ou WTA Premier Mandatory em termos de pontos de classificação alocados. O torneio é disputado no final de maio, pouco antes do Aberto da França.

## Histórico
O Trofeo Bonfiglio foi classificado como um torneio de Grau-A desde 1978. Junto com o Orange Bowl, é um dos dois eventos de Grau-A mais antigos a apresentar competições masculinas e femininas. O torneio começou em 1959 para homenagear Antonio Bonfiglio, um promissor jogador júnior italiano do Milan que morreu aos 19 anos devido a uma pneumonia. Vários vencedores do torneio ganharam títulos de Grand Slam, incluindo Ivan Lendl, Jim Courier, Goran Ivanišević e Yevgeny Kafelnikov entre os campeões masculinos, bem como Virginia Wade, Chris O'Neil, Gabriela Sabatini e Sloane Stephens entre as campeãs femininas.

## Resultados

### Campeões de simples
| Ano  | Masculino                                       | Feminino                                        |
| ---- | ----------------------------------------------- | ----------------------------------------------- |
| 1959 | Sergio Tacchini                                 | Não ocorreu                                     |
| 1960 | Boro Jovanović                                  | Não ocorreu                                     |
| 1961 | Luciano Borghi                                  | Não ocorreu                                     |
| 1962 | Jean-Claude Barclay                             | Não ocorreu                                     |
| 1963 | Milan Holeček                                   | Virginia Wade                                   |
| 1964 | Nicholas Kalogeropoulos                         | Vlasta Kodešová                                 |
| 1965 | Nicholas Kalogeropoulos                         | Trudy Groenman                                  |
| 1966 | Bob Maud                                        | Marie Neumanová                                 |
| 1967 | Jan Kodeš                                       | Marie Neumanová                                 |
| 1968 | Vladimír Zedník                                 | Winnie Shaw                                     |
| 1969 | John Alexander                                  | Birgitta Lindström                              |
| 1970 | John Alexander                                  | Fiorella Bonicelli                              |
| 1971 | Adriano Panatta                                 | Brenda Kirk                                     |
| 1972 | Corrado Barazzutti                              | Fiorella Bonicelli                              |
| 1973 | Wojciech Fibak                                  | Renáta Tomanová                                 |
| 1974 | José Moreno                                     | Renáta Tomanová                                 |
| 1975 | Balázs Taróczy                                  | Hana Hublerova                                  |
| 1976 | Tomáš Šmíd                                      | Chris O'Neil                                    |
| 1977 | Gianni Ocleppo                                  | Frédérique Thibault                             |
| 1978 | Ivan Lendl                                      | Viviana González                                |
| 1979 | Não ocorreu                                     | Não ocorreu                                     |
| 1980 | Thierry Tulasne                                 | Susan Mascarin                                  |
| 1981 | Slobodan Živojinović                            | Anne Minter                                     |
| 1982 | Guy Forget                                      | Gretchen Rush                                   |
| 1983 | Michele Fioroni                                 | Sabrina Goleš                                   |
| 1984 | Luke Jensen                                     | Gabriela Sabatini                               |
| 1985 | Antonio Padovani                                | Patricia Tarabini                               |
| 1986 | Franco Davín                                    | Bettina Fulco                                   |
| 1987 | Jim Courier                                     | Natasha Zvereva                                 |
| 1988 | Goran Ivanišević                                | Cristina Tessi                                  |
| 1989 | Stefano Pescosolido                             | Florencia Labat                                 |
| 1990 | Ivan Baron                                      | Silvia Farina Elia                              |
| 1991 | Grant Doyle                                     | Zdeňka Málková                                  |
| 1992 | Yevgeny Kafelnikov                              | Rossana de los Ríos                             |
| 1993 | Jimy Szymanski                                  | Nino Louarsabishvili                            |
| 1994 | Federico Browne                                 | Tatiana Panova                                  |
| 1995 | Mariano Zabaleta                                | Anna Kournikova                                 |
| 1996 | Olivier Mutis                                   | Olga Barabanschikova                            |
| 1997 | Florian Allgauer                                | Katarina Srebotnik                              |
| 1998 | Guillermo Coria                                 | Antonella Serra Zanetti                         |
| 1999 | Kristian Pless                                  | Lina Krasnoroutskaya                            |
| 2000 | Todor Enev                                      | Ioana Gaspar                                    |
| 2001 | Alejandro Falla                                 | Kaia Kanepi                                     |
| 2002 | Brian Dabul                                     | Barbora Strýcová                                |
| 2003 | Nicolás Almagro                                 | Michaëlla Krajicek                              |
| 2004 | Sebastian Rieschick                             | Sesil Karatantcheva                             |
| 2005 | Petar Jelenić                                   | Dominika Cibulková                              |
| 2006 | Jonathan Eysseric                               | Ioana Raluca Olaru                              |
| 2007 | Matteo Trevisan                                 | Anastasia Pivovarova                            |
| 2008 | Guido Pella                                     | Simona Halep                                    |
| 2009 | Facundo Argüello                                | Sloane Stephens                                 |
| 2010 | Mikhail Biryukov                                | Beatrice Capra                                  |
| 2011 | Filip Horanský                                  | Irina Khromacheva                               |
| 2012 | Gianluigi Quinzi                                | Kateřina Siniaková                              |
| 2013 | Alexander Zverev                                | Belinda Bencic                                  |
| 2014 | Roman Safiullin                                 | Catherine Bellis                                |
| 2015 | Orlando Luz                                     | Markéta Vondroušová                             |
| 2016 | Stefanos Tsitsipas                              | Olesya Pervushina                               |
| 2017 | Alexei Popyrin                                  | Elena Rybakina                                  |
| 2018 | Adrian Andreev                                  | Eléonora Molinaro                               |
| 2019 | Jonáš Forejtek                                  | Alexa Noel                                      |
| 2020 | Torneio cancelado devido à pandemia de COVID-19 | Torneio cancelado devido à pandemia de COVID-19 |
| 2021 | Gonzalo Bueno                                   | Alex Eala                                       |
| 2022 | Nishesh Basavareddy                             | Céline Naef                                     |

### Campeões de duplas
| Ano  | Masculino                                       | Feminino                                        |
| ---- | ----------------------------------------------- | ----------------------------------------------- |
| 1990 | Will Bull Brian MacPhie                         | Tatiana Ignatieva Irina Sukhova                 |
| 1991 | Grant Doyle Joshua Eagle                        | Ivona Horvat Eva Martincová                     |
| 1992 | Massimo Bertolini Mosé Navarra                  | Laurence Courtois Nancy Feber                   |
| 1993 | Thomas Johansson Magnus Norman                  | Cristina Moros Stephanie Nickitas               |
| 1994 | Ben Ellwood Mark Philippoussis                  | Michaela Hasanová Martina Nedelková             |
| 1995 | Guillermo Cañas Martín García                   | Alice Canepa Giulia Casoni                      |
| 1996 | Martin Lee James Trotman                        | Alice Canepa Giulia Casoni                      |
| 1997 | Jaco van der Westhuizen Wesley Whitehouse       | Tina Hergold Tina Pisnik                        |
| 1998 | José de Armas Fernando González                 | final não disputada                             |
| 1999 | Guillermo Coria David Nalbandian                | Flavia Pennetta Roberta Vinci                   |
| 2000 | Julien Cassaigne Andy Roddick                   | Ioana Gaspar Tatiana Perebiynis                 |
| 2001 | Tomáš Berdych Bart de Gier                      | Petra Cetkovská Matea Mezak                     |
| 2002 | Adam Feeney Chris Guccione                      | Anna-Lena Grönefeld Barbora Strýcová            |
| 2003 | Novak Djokovic Viktor Troicki                   | Jarmila Gajdošová Andrea Hlaváčková             |
| 2004 | Brendan Evans Scott Oudsema                     | Victoria Azarenka Olga Govortsova               |
| 2005 | Evgeny Kirillov Denys Molchanov                 | Ekaterina Makarova Evgeniya Rodina              |
| 2006 | Roman Jebavý Hans Podlipnik-Castillo            | Sorana Cîrstea Alexandra Panova                 |
| 2007 | Roy Bruggeling Thomas Schoorel                  | Klaudia Boczová Kristína Kučová                 |
| 2008 | Henrique Cunha César Ramírez                    | Lesley Kerkhove Arantxa Rus                     |
| 2009 | Richard Becker Dominik Schulz                   | Magda Linette Anna Orlik                        |
| 2010 | Duilio Beretta Roberto Quiroz                   | Nastja Kolar Chantal Škamlová                   |
| 2011 | Liam Broady Oliver Golding                      | Irina Khromacheva Danka Kovinić                 |
| 2012 | Liam Broady Joshua Ward-Hibbert                 | Françoise Abanda Sachia Vickery                 |
| 2013 | Johannes Härteis Hannes Wagner                  | Fiona Ferro Margot Yerolymos                    |
| 2014 | Kamil Majchrzak Jan Zieliński                   | Priscilla Hon Jil Teichmann                     |
| 2015 | Michał Dembek Patrik Niklas-Salminen            | Miriam Kolodziejová Markéta Vondroušová         |
| 2016 | Benjamin Sigouin Louis Wessels                  | Olesya Pervushina Anastasia Potapova            |
| 2017 | Axel Geller Nicolás Mejía                       | Caty McNally Whitney Osuigwe                    |
| 2018 | Govind Nanda Tyler Zink                         | Yuki Naito Naho Sato                            |
| 2019 | Tristan Schoolkate Dane Sweeny                  | Natsumi Kawaguchi Adrienn Nagy                  |
| 2020 | Torneio cancelado devido à pandemia de COVID-19 | Torneio cancelado devido à pandemia de COVID-19 |
| 2021 | Edas Butvilas Vilius Gaubas                     | Alex Eala Madison Sieg                          |
| 2022 | Nishesh Basavareddy Aidan Kim                   | Lucija Ćirić Bagarić Sofia Costoulas            |